# Grazia Cherchi
Grazia Cherchi (Piacenza, 19 luglio 1937 – Milano, 22 agosto 1995) è stata una scrittrice, giornalista e curatrice editoriale italiana.

## Biografia
Fu tra i fondatori insieme a Piergiorgio Bellocchio e Augusto Vegezzi e in seguito condirettrice dei "Quaderni Piacentini", di cui più tardi curò un'antologia. Come giornalista ha lavorato per "Linus", "il manifesto", "Panorama", "l'Unità". Come curatore editoriale ha lavorato per diverse case editrici, tra cui Rizzoli, Arnoldo Mondadori Editore, Feltrinelli, e fu "autrice fantasma di alcuni dei più bei libri della nostra narrativa... Scrittori, anche assai famosi, le presentavano i propri manoscritti e lei, in notti e notti di insonnia, correggeva, aggiustava, riscriveva. Stefano Benni, uno dei 'suoi' autori, le dedicò una poesia: «Grazia ha telefonato: / "Finalmente mi hai mandato / un vero romanzo / asciutto e stringato". / Grazia, da mesi di dirtelo tento, / era la lettera di accompagnamento».
Oltre a Benni, figurano tra i 'suoi' autori, tra gli altri, Alessandro Baricco, Maurizio Maggiani, Massimo Carlotto, Gianni Riotta, Giulio Angioni, Enrico Deaglio, Gad Lerner.
Come scrittrice, molto apprezzata la sua raccolta di racconti Basta poco per sentirsi soli, come critica letteraria la sua raccolta migliore resta, in attesa di altre, Scompartimento per lettori e taciturni: articoli, ritratti, interviste.

## Opere principali
- Basta poco per sentirsi soli, Catania, Tringale, 1986
- Fatiche d'amore perdute, Milano, Longanesi, 1993